# Hideo Kanaya
Hideo Kanaya (Japón, 3 de febrero de 1945 - Japón, 19 de diciembre de 2013) fue un piloto de motociclismo japonés. Kanaya comenzó su carrera mundialista en el Gran Premio de Japón de 1967 y ganó su primer en 1972 cuando ganó el Gran Premio de Alemania de 250cc y 8 en la categoría de 350cc dominada por Giacomo Agostini, Jarno Saarinen y Renzo Pasolini con Aermacchi. En 1972, Kanaya y Jarno Saarinen corrieron la primera Yamaha TZ 500 de dos tiempos y cuatro cilindros, en el campeonato del mundo de 500cc. Después de la muerte de Saarinen en la carrera de 250cc en el Gran Premio de Italia en Monza, el proyecto TZ 500 fue dejado de lado y Kanaya corrió sólo en la clase de 250cc. La mejor temporada de Kanaya fue en 1975, cuando terminó tercero en el campeonato del mundo de 500cc detrás de su compañero de equipo en Yamaha, Giacomo Agostini y Phil Read de MV Agusta. También ganó el Gran Premio de Macao en 1975.

## Resultados en el Campeonato del Mundo
Sistema de puntuación desde 1950 hasta 1968:
| Posición | 1.º | 2.º | 3.º | 4.º | 5.º | 6.º |
| Puntos   | 8   | 6   | 4   | 3   | 2   | 1   |

Sistema de puntuación desde 1969 hasta 1987:
| Posición | 1.º | 2.º | 3.º | 4.º | 5.º | 6.º | 7.º | 8.º | 9.º | 10.º |
| Puntos   | 15  | 12  | 10  | 8   | 6   | 5   | 4   | 3   | 2   | 1    |

### Carreras por año
(Carreras en negrita indica pole position; Carreras en cursiva indica vuelta rápida)
| Año  | Cat.  | Moto     | 1       | 2       | 3       | 4       | 5       | 6     | 7      | 8     | 9     | 10    | 11    | 12    | 13    | Pts. | Pos. | Vic. |
| ---- | ----- | -------- | ------- | ------- | ------- | ------- | ------- | ----- | ------ | ----- | ----- | ----- | ----- | ----- | ----- | ---- | ---- | ---- |
| 1967 | 125cc | Kawasaki | ESP -   | GER -   | FRA -   | IOM -   | NED -   | BEL - | DDR -  | CZE - | FIN - | ULS - | NAT - | CAN - | JPN 3 | 4    | 12.º | 0    |
| 1972 | 250cc | Yamaha   | GER 1   | FRA 3   | AUT Ret | NAT -   | IOM -   | YUG - | NED 10 | BEL - | DDR - | CZE - | SWE - | FIN - | ESP - | 26   | 11.º | 1    |
| 1972 | 350cc | Yamaha   | GER 3   | FRA Ret | AUT 2   | NAT 5   | IOM -   | YUG 4 | NED 6  |       | DDR - | CZE - | SWE - | FIN - | ESP - | 41   | 8.º  | 0    |
| 1972 | 500cc | Yamaha   | GER -   | FRA -   | AUT -   | NAT -   | IOM -   | YUG - | NED -  | BEL 4 | DDR - | CZE - | SWE - | FIN - | ESP - | 8    | 22.º | 0    |
| 1973 | 250cc | Yamaha   | FRA 2   | AUT 2   | GER 2   | IOM -   | YUG -   | NED - | BEL -  | CZE - | SWE - | FIN - | ESP - |       |       | 36   | 7.º  | 0    |
| 1973 | 500cc | Yamaha   | FRA 3   | AUT 2   | GER Ret | IOM -   | YUG -   | NED - | BEL -  | CZE - | SWE - | FIN - | ESP - |       |       | 22   | 8.º  | 0    |
| 1975 | 350cc | Yamaha   | FRA Ret | ESP 3   | AUT 1   | GER Ret | NAT Ret | IOM - | NED -  |       |       | FIN - | CZE - | YUG - |       | 25   | 10.º | 1    |
| 1975 | 500cc | Yamaha   | FRA 2   |         | AUT 1   | GER 4   | NAT 3   | IOM - | NED -  | BEL - | SWE - | FIN - | CZE - |       |       | 45   | 3.º  | 1    |